# Mohammed Merah
Pour les articles homonymes, voir Merah.
Mohammed Merah (en arabe : محمد مراح) est un terroriste islamiste franco-algérien, né le 10 octobre 1988 à Toulouse et mort le 22 mars 2012 dans la même ville à la suite d'un assaut du RAID. Il est l’auteur des tueries de mars 2012 à Toulouse et Montauban.
En trois expéditions, il assassine trois militaires et quatre juifs dont trois enfants et fait six blessés. Ses déplacements sur un scooter volé lui valent le surnom de « tueur au scooter ». Il est finalement abattu au terme d'une tentative d'interpellation qui a duré trente-deux heures. Ces événements ont fait l’objet d’une couverture médiatique exceptionnelle et controversée, pendant la campagne pour l'élection présidentielle française de 2012.
Le procès lié à ses crimes se déroule à Paris du 2 octobre au 2 novembre 2017. Son frère Abdelkader Merah n'est pas reconnu coupable de complicité, mais d'association de malfaiteurs en lien avec une entreprise terroriste et condamné à vingt ans de réclusion. Fettah Malki qui avait fourni des armes et un gilet pare-balles à Mohammed Merah est condamné à quatorze ans de réclusion. En appel, le 18 avril 2019, Abdelkader Merah est reconnu complice des crimes de son frère, et condamné à trente ans de réclusion criminelle.

## Famille
Issu d'une famille algérienne, Mohammed Merah est inscrit depuis sa naissance au consulat d'Algérie de Toulouse. Il possède la double nationalité française et algérienne. Ses deux passeports en cours de validité , l'un français l'autre algérien sont retrouvés à son domicile après l'intervention du RAID.

### Parents
Le père de Mohammed Merah, Mohammed Ben-Allal Merah, est né en 1942 dans la ville de Souagui en Algérie. Il arrive en France pour la première fois en 1966. Ancien ouvrier à la fonderie de Muret, il a divorcé deux fois et a sept enfants lorsqu'il rencontre Zoulikha Aziri, née en 1957, la mère de Mohammed Merah, à Beni Slimane en Algérie. Ils se marient religieusement en 1975 puis civilement en mai 1976. Zoulikha Aziri s'installe à son tour en France au printemps 1981. Mais le mariage ne tient pas : les parents de Mohammed Merah divorcent en novembre 1993, lorsqu'il a cinq ans. Mohammed Ben-Allal Merah est condamné en 2000 à cinq ans de prison pour trafic de cannabis par le tribunal correctionnel de Toulouse et en 2001 à neuf mois supplémentaires pour subornation de témoins, il est incarcéré de 1999 à 2003. Il retourne définitivement en 2004 en Algérie, où vivent également des oncles, des cousins et un demi-frère de Mohammed Merah. Après son divorce avec Zoulikha Aziri, Mohammed Ben-Allal Merah se remarie deux fois.
Durant l’été 2011, sa mère, sans profession, épouse en secondes noces pendant quelques mois Mohamed Essid, un Tunisien naturalisé français, père du djihadiste Sabri Essid,. Le 21 mars 2012, elle refuse de parler à son fils Mohammed Merah pour l'inciter à se rendre comme le lui demande la police prétextant qu'elle savait bien qu'il ne l'écouterait pas. Lors d'une réunion de famille tenue le 25 mars 2012 au Mirail, dans le quartier Bellefontaine, elle aurait déclaré : « Mon fils a mis la France à genoux. Je suis fière de ce que mon fils vient d’accomplir ! ».
Selon le fils aîné, Abdelghani, la radicalisation de ses frères Abdelkader et Mohammed ainsi que de sa sœur Souad est le résultat du « terreau fertile » répandu par ses parents. Sa mère leur enseignait par exemple que « les Arabes étaient nés pour détester les Juifs ».

### Frères et sœurs
Mohammed Merah est le dernier enfant d'une fratrie de cinq composée de deux sœurs et trois frères.

#### Abdelghani
L'aîné, Abdelghani, est né en février 1977 en Algérie. 

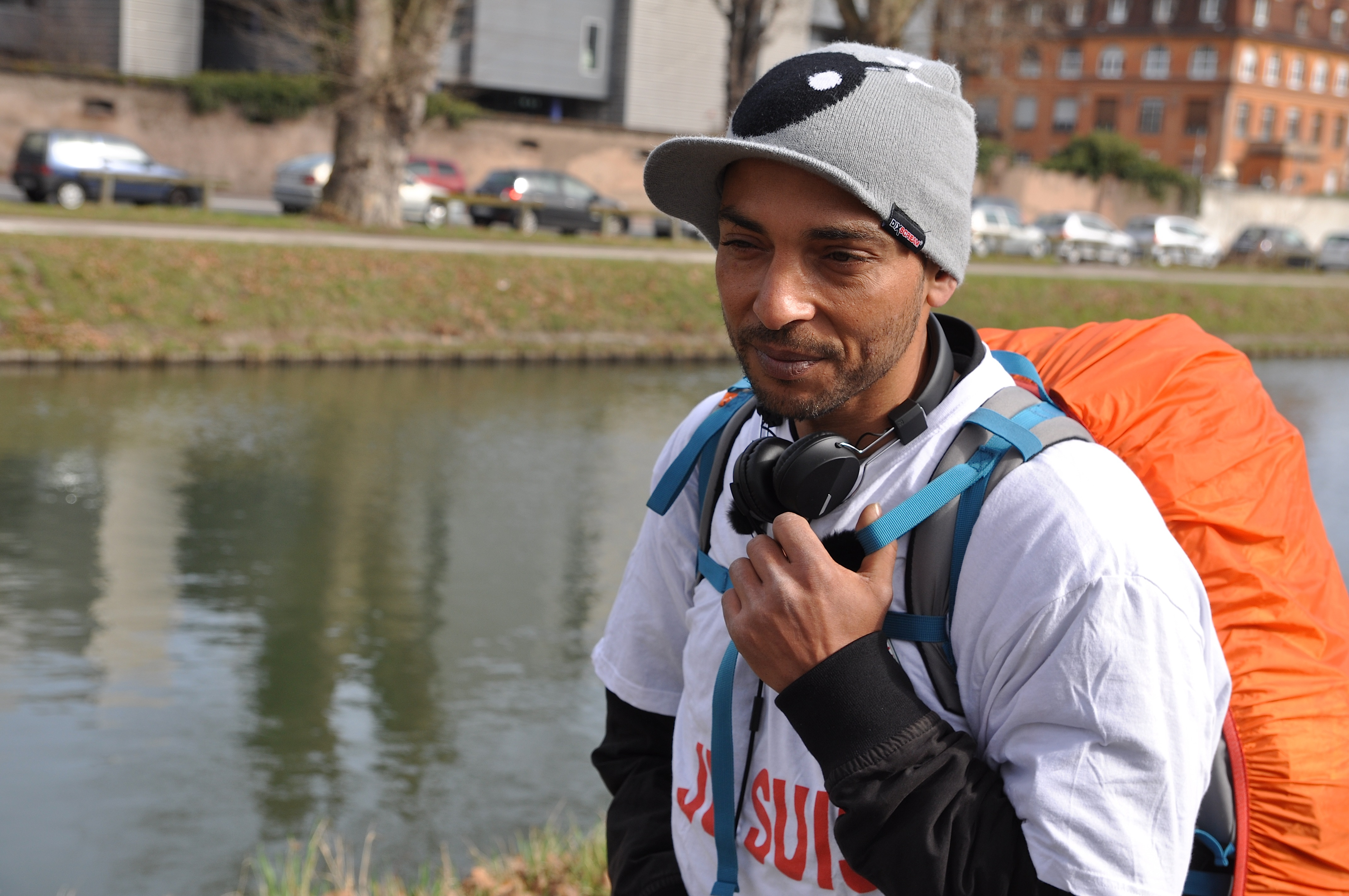
Abdelghani Merah à Strasbourg

En 1998, il est condamné à quatre mois de prison pour recel. Il n'a plus ensuite d'ennui avec la justice, mais le choix qu'il fait d'épouser Anne, dont le grand-père maternel est d'origine juive,, provoque un drame familial en 2003 lorsque son frère cadet Abdelkader lui reproche d'être un « mécréant » et traite la jeune femme de « démon ». S'ensuit une altercation au cours de laquelle Abdelkader blesse grièvement son frère de plusieurs coups de couteau, justifiant son geste par « Dieu m'a donné raison… ». Malgré le retrait de la plainte, il fera quelques mois de prison. Maître Anne-Sophie Laguens, son avocate, réfute néanmoins cette version des faits.
Abdelghani ne partage pas les convictions salafistes d'une grande partie de sa famille. Interrogé sur le rôle des imams, il déclare : « il faudrait encadrer la parole des imams qui, en réalité n'en sont pas vraiment : ils vont dans les quartiers et prêchent la haine de tout ce qui n'est pas musulman ». En mai 2007, Abdelghani Merah est victime d'un grave accident de la circulation qui le prive de l'usage de son bras droit. Abdelghani Merah a écrit un livre intitulé Mon frère, ce terroriste dans lequel il s'en veut de n'avoir pu empêcher son frère de commettre l'irréparable,. Le 8 février 2017, Abdelghani Merah part de Marseille à pied et sillonne la France jusqu'à Paris pour alerter sur la montée de l'intégrisme religieux.

#### Souad
Souad, née en 1978 en Algérie, est arrivée en 1981 à Toulouse. En 1995, une inspectrice de l'aide sociale à l'enfance note dans un rapport que « Souad a une grande autorité dans cette famille et a beaucoup d'ascendant sur sa mère ». En 1999 elle fait pression sur un témoin qui met en cause Mohammed dans une affaire de violences. En 2000, elle est placée en garde à vue et poursuivie pour parjure. Elle commence à se radicaliser à partir de 2001, alors que son premier compagnon est emprisonné et après une dépression. Épouse d'un trafiquant de drogue avec qui elle a deux enfants nés en 2000 et 2004, dont elle se sépare en 2005, elle se remarie avec un salafiste marocain, avec qui elle a deux autres enfants, le premier né en 2011, et le second né en 2013,.
Elle est sans emploi et alors mère isolée de deux enfants, lorsqu'elle suit à Toulouse les cours de l'imam Abdelfattah Rahhaoui. Une note de la DCRI datée du 19 mars 2010 la signale comme « adepte d'un islam radical », lorsqu'en novembre 2010, elle part étudier au Caire dans une école coranique; une nouvelle note affirme qu'elle est « connue pour ses liens avec les mouvements salafistes radicaux ». Filmée en caméra cachée dans l'émission Enquête exclusive diffusée par M6 le 11 novembre 2012, elle déclare à son frère Abdelghani « Je suis fière de mon frère, il a combattu jusqu’au bout […] je pense du bien de Ben Laden, je l’ai dit aux flics, je peux te le dire à toi […]. Les juifs, pas tous mais ceux qui sont en train de massacrer les musulmans, je ne les aime pas comme ils ne nous aiment pas […]. Les salafistes, ils agissent […]. Moi et [Abdel]Kader, on soutient les salafistes, Mohammed a sauté le pas. Je suis fière, fière, fière ». À la suite de ces propos, le parquet de Paris ouvre une enquête préliminaire pour « apologie du terrorisme », qui sera classée sans suite en janvier 2013. À son tour, son avocat Me Christian Etelin dépose plainte en novembre 2012 contre la chaîne M6, contre Abdelghani Merah et contre le producteur du documentaire en s'appuyant sur l'article 226-1 du code pénal, qui interdit d'enregistrer et de diffuser des paroles prononcées à titre privé. Du 14 au 17 avril 2014, elle est placée en garde à vue dans l'enquête sur les complicités dont aurait pu bénéficier Mohammed Merah.
Le 9 mai 2014, elle embarque depuis Barcelone avec ses quatre enfants pour Istanbul puis Gaziantep, une ville proche de la frontière syrienne. Elle est de ce fait soupçonnée d'avoir rejoint les rangs de l'opposition djihadiste au pouvoir du président syrien Bachar el-Assad. Le 22 mai 2014, la section antiterroriste du parquet de Paris ouvre une enquête préliminaire la concernant, pour « association de malfaiteur en lien avec une entreprise terroriste ». Depuis lors, Souad Merah habite en Algérie.

#### Aïcha
Aïcha, elle, a vu le jour à Toulouse en 1981. Comme elle ne partage pas l'extrémisme de ce dernier, il a dit à plusieurs reprises qu'il la considérait comme une « étrangère » et que sa mort ne lui ferait « ni chaud ni froid ». Lorsque les crimes de son frère ont été connus, elle a fait part de son effroi : « C'est la plus totale stupéfaction. Jamais je n'aurais pu imaginer [que Mohammed] commette des méfaits contre des personnes et a fortiori des enfants ».

#### Abdelkader
Abdelkader, né en 1982, est passionné de football et de boxe. Il est interpellé à de multiples reprises pour des affaires de violence et de trafic de stupéfiants lorsqu'il est mineur. Il pense à se convertir au judaïsme mais se décourage après un entretien avec un rabbin qui lui explique le long processus de conversion. Il s'intéresse aussi à la Bible, qu'il déclara avoir lu « de A à Z ». Titulaire d'un CAP de peintre en bâtiment, il alterne les missions d'intérim et les périodes de chômage,,. Il se réjouit publiquement des attentats du 11 septembre 2001,. Il est emprisonné cinq mois en 2003 après avoir poignardé à plusieurs reprises son frère Abdelghani parce qu'il s'était marié avec une Française d'origine juive. Il est condamné en 2005 à deux ans d'emprisonnement dont vingt mois de sursis pour des faits de violence sur sa mère et ses sœurs,. Il se marie avec une fille très pieuse de son quartier, en 2006.
De 2006 à 2011, il effectue de longs séjours dans des madrasas salafistes du Caire, notamment à l’institut arabe Al Fajr où il étudie le Coran en compagnie de sa sœur Souad.
Il y a fait la connaissance des frères Jean-Michel et Fabien Clain alors que son frère Mohammed vient lui rendre visite deux fois. En juin 2007, Abdelkader déclare « ne vouloir vivre que du RMI et du Coran. Il se laisse pousser les cheveux et la barbe, modifie sa tenue vestimentaire » et se fait appeler « Ben Laden ». Lorsque son frère Mohammed est incarcéré, il vient le voir à plusieurs reprises et gère les cartes de permis de visites. Il lui fait parvenir des CD et des livres sur la religion musulmane, ainsi que des photos de La Mecque. Il habite Toulouse,, avant de s'installer en novembre 2011 avec sa compagne dans un pavillon à Auterive, en Haute-Garonne,. Interpellé le 21 mars 2012, il est mis en examen en mars 2012 notamment pour complicité d'assassinats et association de malfaiteurs en vue de la préparation d'actes de terrorisme puis transféré à la prison de Fresnes (Val-de-Marne) où il est placé en détention provisoire. Il est accusé d'avoir aidé son frère à voler le scooter utilisé pour les meurtres et est soupçonné de s'être connecté sur les annonces de vente de moto des victimes de son frère. Il possède également de nombreux guides d'Al Qaida afin de réaliser des attentats.
Le 2 octobre 2017 s'ouvre le procès d'Abdelkader devant la cour d'assises spéciale de Paris (composée uniquement de magistrats professionnels) pour « association de malfaiteurs terroriste criminelle » et « complicité d'assassinats et de tentatives d'assassinats commis en relation avec une entreprise terroriste ». Il comparaît au côté de Fettah Malki, soupçonné notamment d'avoir fourni le pistolet-mitrailleur utilisé par Merah lors du massacre de l'école juive Ozar-Hatorah, accusé d'« association de malfaiteurs terroriste criminelle » et « recel de vol commis en relation avec une entreprise terroriste ». Dans son verdict du 2 novembre 2017, la cour ne retient que le premier des deux chefs d'accusation, l'« association de malfaiteurs terroriste criminelle », et condamne le prévenu à 20 ans de réclusion, avec une peine de sûreté des deux tiers. Le parquet général fait appel du jugement en raison de l'acquittement partiel d'Abdelkader Merah.
Son procès en appel débute le 25 mars 2019. Le 18 avril, la cour d’assises spéciale de Paris condamne cette fois Abdelkader Merah à 30 ans de réclusion criminelle, dont deux tiers de sureté, pour « association de malfaiteurs » et « complicité d’assassinats »,. Son pourvoi en cassation est rejeté le 22 avril 2020, ce qui rend sa condamnation définitive.

## Biographie

### Enfance

#### Contexte familial

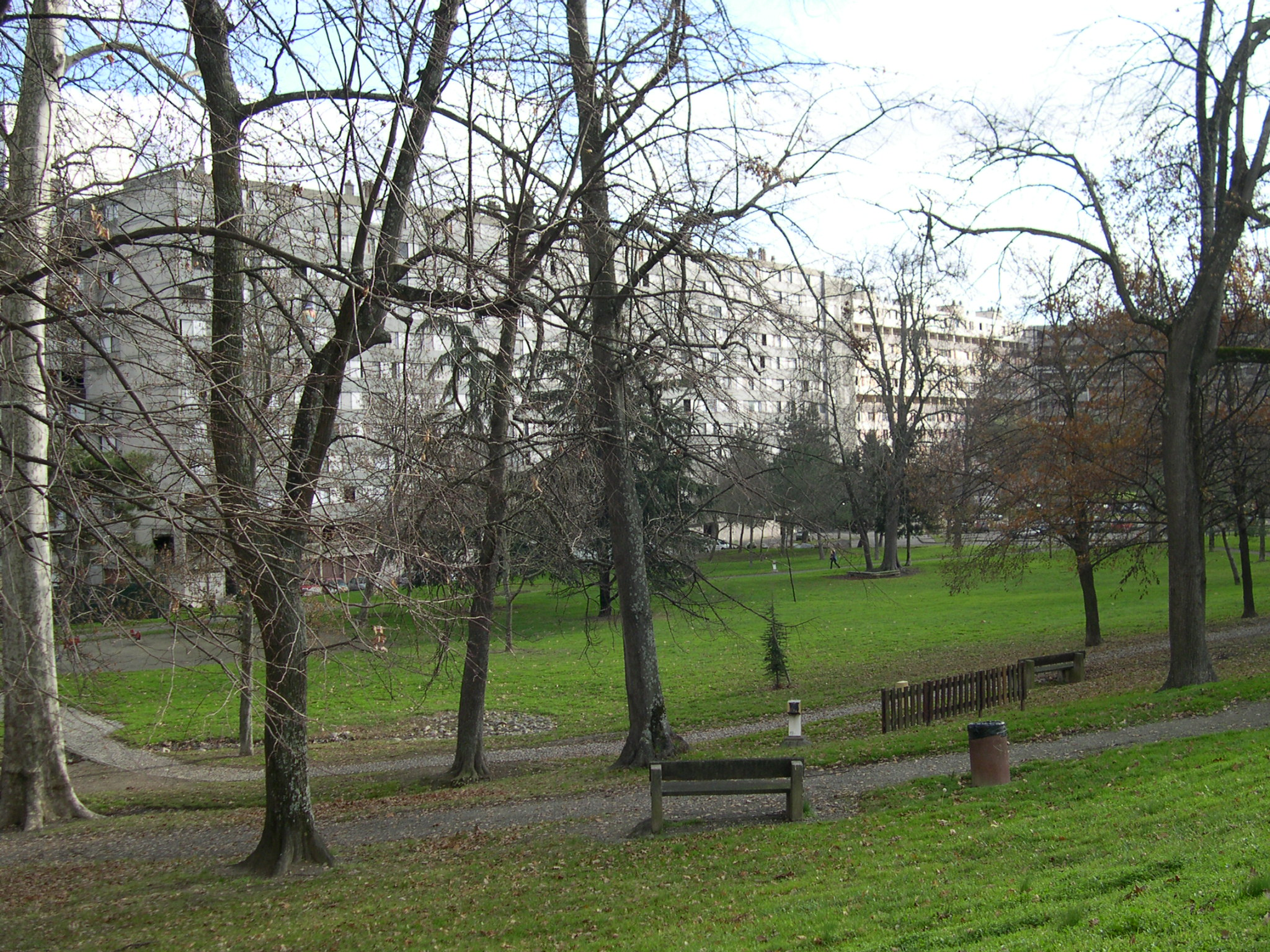
Quartier Bellefontaine à Toulouse.

Né le 10 octobre 1988, Mohammed Merah passe sa petite enfance à Toulouse, dans un pavillon où sa famille a emménagé en 1987, dans la cité des Izards, au nord de la ville,, au milieu de gens du voyage sédentarisés. Il y grandit dans un climat de violence conjugale, d'intolérance religieuse et d'antisémitisme. En janvier ou février 1992, il se réfugie avec sa mère et ses frères et sœurs pendant six mois au foyer de l'Oustal, à Sainte-Croix (Aveyron). Après le divorce de ses parents, son père s'installe à 500 mètres du domicile familial. Sa mère déménage avec ses frères et sœurs dans un appartement situé près du centre ville puis dans le quartier de Bellefontaine (Mirail). Il partage une chambre avec Abdelkader. Supportant très mal la dislocation du foyer familial, il demande en vain à son père de revenir. Sa mère, qui fait de nouvelles rencontres, le laisse des journées entières devant la télévision. Par un signalement en novembre 1995, les services sociaux s’inquiètent de son environnement familial violent et chaotique et, à l'âge de six ans, il est placé dans une famille d'accueil. En 1997, un rapport de l'action éducative propose qu'il soit séparé de sa mère : « Mohamed rentre de l'école à l'heure qu'il veut, se met à table s'il le désire et se couche de même ». « L'enfant [est] en danger, par manque d'un cadre éducatif ». Le 18 août 1997, il est admis dans une maison d'enfants à Toulouse. Il passe un an dans ce premier foyer, la semaine avec les éducateurs et le week-end à la maison. Il fera cinq séjours au cours des années qui suivent. Au moins trois travailleurs sociaux s'occupent de lui : un éducateur de la Protection judiciaire de la jeunesse, un autre d'une association de quartier ainsi qu'un animateur.

#### Scolarité et formation professionnelle
En septembre 1992, Mohammed Merah entre à l'école maternelle dans le quartier des Izards et en 1994, au cours préparatoire,. Il redouble son CP. Il fréquente ensuite des établissements à la Côte Pavée et à Montaudran enfin une école primaire dans le quartier de Bellefontaine. Ses instituteurs le décrivent comme un enfant « d'aspect triste », « ouvert et intelligent » mais « sans aucun cadre, instable et sujet à des crises de violence incontrôlée ». Il est capable de faire des efforts : malgré ses difficultés en français, il s'emploie à avoir la plus belle écriture de sa classe. Mais cela ne suffit pas et sa scolarité « difficile » est marquée, selon un officier de police, par des redoublements, des sanctions, des exclusions. En 2000, il fait son entrée en 6e, au collège Bellefontaine. Ses résultats du premier trimestre sont plutôt bons. Un professeur note « de réelles capacités », un autre « un réel talent » en arts plastiques. Mais la plupart ne partagent pas cet avis et déplorent ses absences et des attitudes « graves et inadmissibles ». Victime des violences de son frère Abdelkader, il fait l'objet, en février 2001, d'un signalement par la principale du collège au procureur de la République. Mohammed, « un enfant particulièrement doué […], est en danger grave ainsi que sa mère. Il est urgent […] d'intervenir dans le milieu familial afin de rétablir le calme ». Inscrit pendant six mois dans une classe de 5e du collège Anatole France, il y a laissé un souvenir peu favorable : « il était dissipé, ça se passait assez mal avec la majorité des profs. Il pouvait se montrer agressif et violent avec les autres élèves. Il avait eu quelques problèmes, il avait été renvoyé de plusieurs établissements avant d’atterrir dans notre collège. » Il s'en fait exclure définitivement à la suite d'une bagarre. Il poursuit ses études en 5e au collège Berthelot et en 4e au collège du Fer à Cheval. En situation d'échec scolaire, il intègre après la 4e le CFA des Arènes pour préparer un CAP de carrossier de 2004 à 2005,. Dans l'atelier, il dérobe quelques outils. Embauché à la carrosserie les Yris, il est licencié par son employeur au bout d'un an. Après être resté inactif pendant une année, il obtient une place d'apprenti le 21 septembre 2006 dans une carrosserie d'Aucamville à une vingtaine de kilomètres au nord de Toulouse. Son patron le considère comme un bon élément. « Au début, il a fallu le recadrer. Après, ça allait, il est devenu ponctuel ». Il touche alors un salaire d’apprenti de 500 euros par mois.

#### Loisirs
Mohammed Merah a les loisirs des adolescents de son époque. Il passe beaucoup de temps à regarder des dessins animés, les Simpson. « Quand Abdelkader voulait lui faire peur, il menaçait de détruire sa collection de cassettes », raconte un proche. Il aime également jouer sur sa PlayStation à Call of Duty en réseau et à Need for Speed. Avec des camarades, il monte un blog où il se met en scène au volant de puissantes automobiles. Enfin, il se consacre à la vidéo et au montage de clips. Féru de mécanique, il s’intéresse d’abord aux deux-roues. Depuis l’âge de 14 ans, il est client chez le concessionnaire moto de son quartier. Il est adepte de la conduite rapide en scooter. Il apprécie ensuite les automobiles allemandes[réf. souhaitée] et participe à des rodéos dans la cité des Izards.
Passionné de football, il affiche dans sa chambre des posters de joueurs français. Son joueur favori est Zinédine Zidane. Un de ses anciens éducateurs rapporte que « lors de la dernière Coupe du monde de football, en Afrique du Sud, en 2010, contrairement à beaucoup de mômes du quartier qui soutenaient l’Algérie, il était derrière les Bleus. Il assumait et en était fier ». En 1995 ou 1997, il prend sa première licence. Il joue alors au club du Mirail, puis passe au club des Izards et enfin au club JS Toulouse Pradette. Enfin il devient gardien de but remplaçant dans l’équipe des seniors (20-35 ans) du football club de Castelmaurou.
En 2006, il quitte le domicile maternel et emménage dans un appartement de 38 m2 situé au 17 rue du Sergent-Vigné, dans le quartier de Côte Pavée à Toulouse. Le deux pièces aux volets toujours fermés comporte un immense Coran et, accrochés au mur, plusieurs grands sabres. Le loyer de 160 euros est pris en charge par un organisme social car ses seules ressources officielles sont un virement mensuel de Pôle emploi de 330 €. Lors de son voyage au Pakistan à l'été 2011, il fait de curieux achats sur Internet depuis ce pays, pour plus de 1 500 €. Un compte ouvert à la Banque Postale en décembre 2010 a été crédité en plusieurs fois de près de 5 000 € et toujours en espèces. Entre le 23 décembre 2011 et le 19 mars 2012, sont déposés sur ses comptes 3 000 € en liquide et un peu plus de 1 000 € en chèques. Il paiera globalement 8 000 € pour louer des voitures. En février 2012, il s'offre un séjour en station de ski dans le Jura avec deux amis,. Des dépenses sans commune mesure avec ses revenus, effectuées avec de l'argent de provenance inconnue.

### Délinquance
En 2002, rendu furieux à l'idée de ne pas passer le weekend dans sa famille, il frappe au visage une assistante sociale. Il s'en explique devant les policiers : « ma mère m'a dit quelque chose et ça m'a énervé […]. Je suis énervé aussi parce que tout le temps je suis placé […]. Je suis dégoûté d'être dans un foyer ». Selon la psychologue qui l'examine alors, « Mohammed n'envisage pas la répercussion de ses actes sur la personne qu'il a agressée, puisqu'il se place lui-même en position de victime ». Le tribunal pour enfants le condamne pour violences volontaires. Ses éducateurs se plaignent de lui : « il injurie, insulte les filles, […] qui nous demandent de les protéger et de fermer leur chambre à clé. Chaque jour, nous devons intervenir pour une dégradation, un vol, un conflit, une agression dont Mohammed est l'auteur ». Dans une lettre à un juge datée de 2003, la mère de Mohammed Merah déplore à son tour d'avoir été agressée physiquement par l'adolescent : « la violence de mon fils est telle que je me trouve dans l'incapacité d'y faire face ». En février 2004, il est arrêté pour avoir jeté des pierres sur un autobus, il s'en tire avec une simple admonestation. En janvier 2005, il tient tête à l'une des éducatrices du foyer Mercadier et la frappe à l'œil avant de fuguer. Il est condamné à cinq mois de prison avec sursis pour coups et blessures volontaires. Il faudra une convocation assortie d'une menace de révocation de sursis envoyée chez sa sœur Souad pour qu'il reprenne contact avec la protection judiciaire. En 2005, il est arrêté au guidon d'une moto volée. En 2006, il est poursuivi pour un vol de portable avec violence, de moto, et des insultes. Il agresse à coups d'extincteur son oncle qui lui demandait d'arrêter un rodéo bruyant en quad, dans la cité des Izards. Durant sa minorité, il est condamné à quatorze reprises par le tribunal pour enfants pour diverses affaires de dégradations, de manquements à l'autorité ou de vols.
En 2007, il se rend avec un pistolet chez son frère Abdelkader et la compagne de ce dernier. Il tire dans l’écran plat posé sur le meuble télé et saccage leur appartement, jetant les objets par la fenêtre du 4e étage. Il quitte les lieux en menaçant : « si tu lèves encore une fois la main sur moi, je t'en loge une ». En octobre 2007, il fait partie de la bande qui, à bord d'un 4x4 Volkswagen Touareg volé dans la banlieue de Toulouse lors d'un home-jacking, organise un nouveau cambriolage dans un domicile à Plaisance-du-Touch et s'empare avec violence d'un autre 4x4. Au cours de la fuite, vers 3h30, le 4x4 Volkswagen Touareg roulant à 180 km/h percute le véhicule du peloton de surveillance et d'intervention de la gendarmerie (PSIG) de Colomiers à l'entrée ouest de Toulouse sur l'A624. Dans la collision, deux gendarmes sont blessés. Mais Mohammed Merah, qui est au volant du véhicule, parvient à s'échapper au terme d'une course-poursuite qui fait la une des journaux et ne sera pas inquiété. Il en tire une certaine fierté : « c’était passé à la télé, à Enquête exclusive là, une course poursuite sur Toulouse. Un Touareg qui a percuté les gendarmes et tout ça ! Très violemment.[…] J’étais dans le X5 et bon, inch ’allah c’est la première fois que je l’avoue, au point où j’en suis, ça changera rien. Je conduisais le X5 ». En décembre 2007, il arrache le sac d'une personne âgée dans le hall d'une banque. Pour ce vol avec violence, Mohammed Merah devenu majeur, est condamné à 18 mois de prison ferme selon la procédure de comparution immédiate. Il n'est emprisonné que cinq mois et demi à la maison d'arrêt de Seysses (Haute-Garonne), de décembre 2007 à juin 2008. Selon la conseillère du service d'insertion et de probation (SPIP) qui l'examine alors, « il n'était pas dans le déni total comme beaucoup le sont. Il reconnaissait les violences en réunion, mais pas le vol pour lequel il avait été condamné ». Il se plie sans difficulté à la discipline de cet établissement et n’y a pas côtoyé d’islamistes prosélytes, affirment les surveillants pénitentiaires. Il est ensuite transféré à la prison de Saint-Sulpice (Tarn) où, en octobre 2008, il est libéré profitant d'un placement extérieur.
En décembre 2008, alors qu'il travaille « plus ou moins activement » dans diverses entreprises toulousaines, il refuse d'obtempérer à un contrôle policier forcé et est réincarcéré à la maison d'arrêt de Seysses jusqu'en septembre 2009,. Bernard Squarcini, le directeur central du renseignement intérieur, précise que « c'est une conduite sans permis qui le fait basculer, et emprisonner dix-huit mois, puisque ses sursis tombent à la fin de sa majorité pénale.» Mohammed Merah trouve injuste la sanction qui lui est infligée et il entre en rébellion contre les institutions. Durant son incarcération, le jour de Noël 2008, il tente de se suicider par pendaison et passe quinze jours en hôpital psychiatrique,. Lorsque sa famille vient le visiter à l'hôpital, il déclare à sa mère : « tu sais bien que le suicide est interdit dans l'islam. J'ai joué la comédie pour passer quelques jours en dehors de la prison ». Dès son retour derrière les barreaux, il s'adonne, selon le procureur de Paris François Molins, à une lecture assidue du Coran, commence à se radicaliser, et agresse d'autres prisonniers. Un de ses codétenus confirme cette évolution au Journal du dimanche : « son frère est venu le voir régulièrement avec sa mère. Il lui a fait passer un tapis de prières et une djellaba, qu’il mettait parfois sur son jean. Et puis surtout il lui a donné un CD avec des chants islamiques, des bruits de détonations. Il écoutait ça à fond, du matin au soir. Je ne comprenais pas l’arabe, mais selon un copain maghrébin de la prison, ça parlait de personnes égorgées, des âmes corrompues qui iraient en enfer. C’était insupportable. En plus, il s’est mis à faire plusieurs prières. Il se levait même dans la nuit. Ça m’a gonflé. Au bout de quelque temps, je lui ai dit d’aller dans une autre cellule »,.
Début juillet 2010, il vient consulter un avocat pour entamer une procédure aux prud'hommes en raison d'heures de travail non payées, chez son carrossier. Le juriste lui dicte les lettres à envoyer à l'employeur. Mais lorsque l'avocat le rappelle en septembre 2010, Merah le menace : « vous ne savez pas à qui vous parlez ! Vous n'imaginez pas qui je suis, méfiez-vous….! ». Un an plus tard, il insulte et menace une employée de la concession Renault qui lui aurait donné par téléphone une indication erronée : « toi, si je te retrouve dehors, tu es morte ». En février 2012, il est jugé une nouvelle fois pour conduite en 2009 d'une moto sans permis,, ainsi que pour blessures involontaires, puis condamné à un mois de prison ferme, mais laissé libre. Il devait comparaître début avril devant le juge d'application des peines. D'après Claude Guéant, il a dans son casier judiciaire en 2012, dix-huit faits de violence à son actif parmi lesquels vols, recels, vols aggravés avec violence, outrages et conduite sans permis, dont quinze quand il était mineur, et un total de condamnations s'élevant à 21 mois de prison. Il était cependant jusqu'ici considéré comme un « petit délinquant »,.
La police le suspecte d'être mêlé à différents trafics,. Il aurait ainsi participé à des réseaux revendant des voitures maquillées en Afrique du Nord. Des témoins rapportent qu'il se livre à plusieurs reprises au transport de drogue par voiture rapide (go fast) entre la France et l'Espagne. Par ailleurs, quelques jours avant la tuerie de Montauban, il se rend cité de l’Hers, non loin de chez lui, pour vendre des jeans Diesel « tombés du camion ». Enfin, les enquêteurs cherchent à savoir s'il a pu bénéficier d'un soutien financier d'une organisation terroriste.

### Islamisme radical

#### Radicalisation en prison
Aux policiers qui l'interrogent durant le siège de son appartement, il se présente comme un « autodidacte de l'islam » qui a lu le Coran « seul en prison ». Sa conversion remonterait à 2008 alors qu'il est extrait de sa cellule de prison, pour être entendu dans une affaire. « C'est là que j'ai invoqué Allah en arrivant à la gendarmerie, je lui ai demandé de m'aider. J'ai vu que les gendarmes étaient à côté de leurs pompes […] Ça a été une preuve d'Allah. Depuis ce jour-là, le 18 février 2008, je me suis converti sérieusement à la religion et j'ai toujours été assidu dans mes prières »,. Petit enfant déjà, il accompagne son père à la mosquée. Selon sa mère, il aurait commencé à faire la prière en 2006. De 2007 à 2009, il aurait reçu une instruction religieuse dans une école coranique à Toulouse. Une note de la DCRI, du 24 décembre 2009, signale que pendant sa détention en prison, il participe de manière assidue à des cours religieux du soir. Enfin en 2010, lors de son dernier séjour en Algérie, il fréquente une première école coranique à Mouzaia dans la wilaya de Blida, puis une seconde à Tizi Ouzou.
Un rapport de la direction régionale des renseignements généraux de Toulouse daté de 2006 mentionne Mohammed Merah et fournit deux photographies de lui, l'une le montrant en tenue religieuse devant le Coran, un couteau de boucher à la main, l'autre en compagnie de Sabri Essid connu pour son activisme salafiste. En conséquence, la section Étrangers et Minorité de la DCRG émet dès octobre 2006, une fiche « S » (sûreté de l’État), à son nom, le désignant comme « membre de la mouvance islamiste, radicale, susceptible de voyager et de fournir une assistance logistique à des militants intégristes ». Une note d'alerte de février 2007 adressée à la direction départementale de la sécurité publique (DDSP) de la Haute-Garonne par les renseignements généraux signalant le démantèlement d’un « réseau djihadiste à Toulouse » précise que « Mohamed Merah a rejoint cette mouvance ». Un document de mai 2007 émanant lui aussi de la direction régionale des renseignements généraux à Toulouse indique que Mohammed Merah peut être considéré comme un « djihadiste radical ». En novembre 2007, il est contrôlé au col du Perthus à la frontière entre la France et l'Espagne. Il se rend en Espagne semble-t-il, pour participer aux journées islamiques de formation en Catalogne.
Pendant son incarcération, l'administration pénitentiaire, ignorant qu'il est fiché S, ne charge pas son propre service de renseignement, l'EMS-3, de lui accorder une attention particulière. En 2008, il demande l'autorisation de rendre visite en prison au djihadiste Sabri Essid,. Mohammed Merah lui écrit et lui envoie de l'argent,. Dans une lettre de février 2009 à son frère Abdelkader, il indique que sa foi sort renforcée de ce séjour en prison. Surtout, il « souhaite plus que tout qu'Allah (le) venge des kouffars (mécréants) » et prévient qu'à sa sortie il saura très précisément ce qu'il lui restera à faire. En septembre 2009, Fabien Clain, l’un des organisateurs de la filière d'Artigat de recrutement et d'acheminement de volontaires à la guerre sainte ou « djihad » en Irak  fait parvenir à Merah un courrier via sa compagne. En octobre 2009, les coordonnées de ce dernier sont découvertes dans la liste des contacts d’un des membres de ce même réseau. La fiche de signalement de Mohammed Merah est cependant désactivée en mars 2010.
En avril-mai 2010, il va en Algérie avec l'intention de rejoindre des islamistes armés. Mais sa tentative échoue. « C'était vraiment difficile de les trouver, à cause des intrusions qu'il y a eu dans le groupe » avouera-t-il par la suite aux négociateurs de la police. En juin 2010, une mère de famille toulousaine porte plainte contre Mohammed Merah pour avoir fait regarder à son fils de 15 ans « des vidéos d’Al-Qaïda avec des scènes insoutenables ». En guise de représailles, le jeune islamiste revient insulter et frapper la mère et la sœur de sa victime devant leur domicile. Convoqué par les policiers de Toulouse une première fois en août 2010, il ne s'y rend pas, prétextant un deuil familial en Algérie. En janvier 2011, il se présente enfin à eux sans être inquiété. L'enquête sera classée sans suite en 2012.
En juillet 2010, Merah rejoint un point d'information de la Légion étrangère de Toulouse. Il prend des repas et dort sur place. Le lendemain, cependant, il repart sans avoir passé ni entretien ni tests de présélection,. Il n'en prétend pas moins sur son CV avoir passé l'année 2010 à la Légion étrangère. En revanche, il n'a pas tenté d’intégrer l'Armée de terre, en janvier 2008 comme l'a d'abord annoncé par erreur le SIRPA, le confondant avec un homonyme,. Selon son avocat « cet échec avec l'armée, plus que la prison, lui donne le sentiment qu'il n'aura définitivement pas sa place dans la société française. Et c'est là qu'il se passe quelque chose » le déterminant à se lancer dans la voie du djihad armé. Mohammed Merah pour sa part donne aux enquêteurs une explication bien différente de sa volonté d'intégrer l’armée : « je voulais m’engager à la légion étrangère pour aller en Afghanistan et retourner mon arme contre les légionnaires et rejoindre les Talibans, ». C’est dans les jours qui suivent que commence véritablement sa quête d'un djihad armé. Ensuite, poursuivant son rêve, il cherche au cours de ses voyages à rejoindre Al-Qaïda et à rencontrer des émirs, entendant faire valider ses actes par une autorité religieuse.

#### Voyage au Proche-Orient
En juillet 2010, Mohammed Merah achète un billet aller-retour Paris-Damas pour un séjour prévu du 17 juillet 2010 au 17 septembre 2010 « pour trouver directement [s]es frères ». Il fréquente un institut coranique dans la capitale syrienne. Il racontera d’ailleurs, lors du débriefing avec les agents de la Direction centrale du renseignement intérieur (DCRI), en novembre 2011, que « le niveau d’enseignement y étant trop élevé », il a « abandonné au bout d’une semaine pour suivre des cours chez un particulier ». En mars 2012, il expliquera ainsi ses intentions « de la Syrie j’ai cherché, j’ai fait tous les pays voisins et mon but précis c’était de faire beaucoup de pays comme le Liban, la Turquie, tout ça. Bon, je sais que c’est pas là-bas qu’il faut chercher, mais comme ça j’ai plein de visas dans mon passeport. Comme ça, si je me fais serrer, et ben je serai crédible en disant que je suis un touriste ». Compte tenu de sa double nationalité, il peut utiliser soit son passeport français soit son passeport algérien, valides l'un et l'autre. Du 25 juillet au 1er août 2010, il se rend en Turquie. Le 14 août, il entre en Irak par le poste d'Ibrahim-Khalil à la frontière avec la Turquie. Il se fait expulser seulement trois jours après son arrivée dans le Kurdistan irakien, faute de visa et regagne Damas le 22 août. Un taxi le conduit ensuite au Liban où il séjourne du 5 au 7 septembre 2010. Puis il traverse rapidement la Jordanie en autocar. Du 9 au 12 septembre 2010, il pénètre sur le territoire israélien à partir du pont Allenby et visite la mosquée Al-Aqsa. Arrêté par la police israélienne en possession d'un couteau, il est interrogé une demi-heure et relâché. Il repart en Jordanie vers le port d'Aqaba, traverse la mer Rouge et se rend en Égypte, au Caire chez son frère Abdelkader où il demeure un mois. Il se fait prendre en photographie sur un quad devant les pyramides de Gizeh. Il retourne en Europe où il est contrôlé à l’aéroport de Bruxelles le 18 octobre 2010.

#### Voyage en Afghanistan
D'octobre à novembre 2010, il passe deux semaines au Tadjikistan. Après avoir obtenu non sans difficulté un visa touriste pour l'Afghanistan valable trois mois, il débarque à Kaboul le 13 novembre 2010 et s'installe dans un hôtel. Il expliquera ainsi ses intentions : « Mon but en tant que touriste était de me faire kidnapper par les Talibans, à prendre les routes dangereuses. Mais Allah […] il a pas décidé ainsi ». Il se rend ensuite à Kandahar au sud du pays. Le 22 novembre, la police locale le contrôle dans cette ville, fouille son sac qui contient un ordinateur portable et un appareil photo. Devant les services du contre-terrorisme afghans, il s’exprime « en français », affirme « être de confession musulmane » et travailler comme carrossier. ll déclare être passé par l’Allemagne, la Turquie, la Syrie, le Liban, Israël, l’Égypte, le Tadjikistan afin de « visiter les ruines des statues de Bouddha détruites par les talibans »,. Il est remis aux forces américaines qui constatent que son passeport atteste effectivement de séjours dans ces pays,. À la suite de cette interpellation, Merah est placé par les autorités américaines sur la « liste noire » des personnes interdites de vol aux États-Unis. Il échange coordonnées et adresses Facebook avec des officiers américains de Kandahar. Le 23 novembre, Mohammed Merah est raccompagné par la police à l'aéroport de Kandahar et mis dans l'avion pour Kaboul. De là, il trouve tout de même le moyen de faire une excursion sur le site des bouddhas détruits par les talibans à Bamiyan. Il regagne la France le 5 décembre 2010,.

#### Poursuite de la radicalisation en France
Parallèlement à ces voyages, il multiplie les contacts avec l'étranger par téléphone ou par SMS. Entre le 1er septembre 2010 et le 20 février 2011, il établit 1863 communications dont 186 vers l'Égypte, l'Algérie, le Maroc, la Côte d'Ivoire, le Kenya, le Royaume-Uni, l'Espagne, la Croatie, la Roumanie, la Bolivie, la Thaïlande, la Russie, le Laos, le Kazakhstan, la Turquie, l'Arabie saoudite, Taïwan, Israël, les Émirats arabes unis et même le Bhoutan. Avertis de l'épisode afghan par les militaires américains, leurs homologues français de la Direction de la protection et de la sécurité de la défense (DPSD) transmettent l'information à la Direction centrale du renseignement intérieur (DCRI), et celle-ci demande une enquête sur Mohammed Merah le 7 janvier 2011,. Dans une note de janvier 2011, elle le considère comme « délinquant récidiviste », qui « fréquente la mouvance radicale toulousaine ». Sa fiche «S» au Fichier des personnes recherchées (FPR), est réactivée le 26 janvier 2011. Le 10 mars 2011, la DCRI demande en urgence absolue la mise sous écoute de la ligne téléphonique de sa mère mais y renonce le 29 avril, avant que la commission de contrôle n'ait donné son accord, car « l’utilisateur visé apparaît peu », et téléphone de cabines ou avec des cartes. Jusqu’en août 2011, Mohammed Merah n'en fait pas moins l'objet d' «une cinquantaine de surveillances physiques». En avril 2011, une caméra est installée à l'entrée de son immeuble. Le 21 avril 2011 il reçoit la visite d'un membre supposé du groupuscule islamiste Forsane Alizza créé en 2010 qui appelle "à l'application de la charia en France" et qui sera dissous en février 2012. Le 15 juin 2011, le chef de la Direction régionale du renseignement intérieur (DRRI) de Toulouse, et le brigadier Hassan L., demandent à leurs supérieurs hiérarchiques de la DCRI de « judiciariser la situation de Mohamed Merah » en raison de son « potentiel de dangerosité » élevé. Ils ne reçoivent aucune réponse.

#### Voyage au Pakistan
En août 2011, les autorités pakistanaises délivrent à Mohammed Merah un visa touristique d’un mois. Il s’embarque à destination de Lahore le 19 août 2011. Il racontera lui-même ainsi son séjour: « Quand je suis arrivé au Pakistan, comme d'hab je faisais le touriste, je visitais des monuments et tout pour être vu. Dès que je suis allé à Islamabad, je suis rentré dans une certaine mosquée et j'ai vu un homme dont j'avais entendu qu'il soutenait les talibans ouvertement et je savais que son fils ou ses enfants avaient été tués par des militaires pakistanais, donc je pouvais lui faire confiance. […] Il m'a ramené chez lui et de là, de là, il m'a envoyé chez un émir des talibans. Ça me paraissait un peu trop facile ». Les spécialistes pensent que ce religieux qui servira d'intermédiaire est Abdul Aziz Ghazi, l’imam radical de la Mosquée rouge. Les services de renseignements pakistanais (Inter-Services Intelligence, ISI) signalent à l'ambassade de France Mohammed Merah comme un candidat potentiel au djihad. À Lahore, ce dernier est accompagné par un homme appartenant au Lashkar-e-Toiba, un groupe extrémiste pakistanais fondé dans les années 1980 par les services secrets, impliqué dans plusieurs attaques en Inde et en Afghanistan. Le jeune toulousain appelle sa mère à plusieurs reprises depuis les centres téléphoniques d'Anarkali, le vieux bazar. Il envoie également des e-mails depuis des endroits très en vue - une salle de classe du prestigieux collège Aitchison, un institut privé, ou encore le bureau d'un organisme délivrant des visas pour les pays anglophones. Il se rend ensuite à Kharian, une petite ville étroitement surveillée, car elle abrite une base militaire. Il y appelle sa mère depuis des magasins de téléphonie. Les 26 et 27 août 2011, son adresse Internet est activée à Sakhi Sarwar (en), une ville sous administration militaire, en raison de sa proximité avec un site nucléaire. Le 3 septembre 2011 il utilise sa messagerie mail à Islamabad.
Entre le 4 et le 17 septembre environ, il se rend clandestinement dans l'ouest du pays, à Miranshah, un fief taliban du Waziristan près de la frontière avec l'Afghanistan. La NSA, le service d'interception américain, détecte début septembre 2011, l'activation à Miransha de deux de ses adresses internet. Une fois à Miranshah, Merah est mis en relation avec Moez Garsallaoui, un islamiste radical tunisien époux de Malika El Aroud, veuve de l'un des meurtriers du commandant Massoud le 9 septembre 2001, qui sera liquidé par une frappe aérienne quelques mois plus tard. Il est testé pendant dix jours pour vérifier qu’il n’est pas infiltré par les services occidentaux et reçoit dans un camp d'entraînement du Waziristan du Nord, aux côtés d'autres recrues européennes, une formation pendant deux jours au maniement des armes et au combat rapproché avec le Tehrik-e-Taliban Pakistan (TTP). Comme il refuse de manipuler les explosifs, Merah n'est pas entraîné en vue d'une action suicide car il n’a « pas l’âme d’un martyr » mais préfère « tuer et rester en vie »,. La DCRI recense l'activation de son adresse Internet le 9 octobre à Abbottabad, le 13 octobre à Lahore où il appelle les policiers de Toulouse pour leur signaler qu'il ne pourra pas se rendre à une convocation car il n'est pas en France. Deux jours plus tard, il se trouve à Faisalabad. Après deux mois au Pakistan, le jeune islamiste doit écourter son séjour à la mi-octobre 2011, car il a contracté l'hépatite A.

#### Retour en France
De retour en France le 19 octobre 2011, il est hospitalisé à Toulouse où il refuse d'être soigné par des femmes. Le 3 novembre, il rappelle les fonctionnaires de police pour les assurer qu'il viendra les voir dès sa sortie de l'hôpital. Le 14 novembre 2011, il est interrogé pendant deux heures et demie sur ces voyages par le brigadier Hassan de l'antenne locale de la DCRI, et par un officier de la sous-direction du contre-terrorisme, section « islam sunnite » descendu spécialement du siège de la Centrale de Levallois-Perret. Il prétend avoir fait du tourisme et avoir recherché une épouse,. Fidèle à la stratégie de la « taqiya », l'art de la dissimulation et du camouflage face à l'« ennemi », Merah occulte le véritable but de son voyage jusque dans les zones tribales pakistanaises pour en rapporter son « permis de tuer ». Comme l'explique son frère Abdelkader « Mohammed se faisait passer pour un touriste et c’est comme cela qu’il a trompé son monde. Il a réussi à faire passer une image de musulman pas sérieux, il faisait des petites conneries et a donné le change. C’était calculé ». Cette tactique réussit à tromper les policiers qui notent dans leur compte rendu en date du 25 janvier 2012 : « cette rencontre n'a pas permis de faire le lien entre Mohammed Merah et un éventuel réseau djihadiste ».
Le 15 décembre 2011, Olivier Corel, prédicateur islamiste syrien vivant en Ariège où il fonde le groupe d'Artigat célèbre le mariage religieux de Mohammed Merah et de Hizia D, une jeune femme de la banlieue toulousaine, d'origine algérienne en accord avec les deux familles. Il décide de mettre un terme à leur relation trois semaines plus tard et le 2 janvier 2012 il dépose la jeune femme devant le domicile de ses parents à Blagnac. En janvier 2012, Mohammed Merah et son frère Abdelkader vont au hameau des Lanes pour rendre visite à Olivier Corel, afin de le consulter sur le divorce religieux et la loi islamique. La procédure de divorce est engagée et aboutit officiellement en mars 2012. Selon le quotidien serbe Kurir, Merah se serait rendu en février 2012 à Zavidovići en Bosnie pour écouter le prédicateur extrémiste de Brunswick Muhamed Ciftci (de) à des conférences islamistes organisées par la branche bosniaque de l’association salafiste allemande maintenant dissoute « Invitation au paradis » (Einladung zum Paradies).

### Tueries à Toulouse et Montauban

#### Préparatifs

Zone où le plan Vigipirate rouge écarlate a été activé en Midi-Pyrénées ainsi que dans l'Aude et en Lot-et-Garonne.

Le 15 février 2012, Mohammed Merah retire « 1,83 € » sur un de ses comptes, portant le solde à une « nullité parfaite » comme s'il cherchait à liquider ses biens terrestres. Le lendemain, il achète une caméra Go-Pro, un appareil mains-libres permettant de se filmer en action. Le 6 mars, il vole avec deux complices un scooter T Max 530 à Toulouse. Le même jour, il achète une cagoule chez un concessionnaire à qui il demande en vain le 15 mars comment désactiver le système de géolocalisation d'un scooter T-Max. Il se procure auprès de voyous locaux des armes, notamment un pistolet-mitrailleur Sten, un revolver Python, un fusil à pompe et un pistolet-mitrailleur Uzi, trois pistolets automatiques Colt .45 (11,43 mm) pour 20 000 euros, une somme qui aurait été rassemblée, selon ses confessions aux agents du RAID, grâce à des cambriolages et des attaques à main armée,.

#### Assassinat d'un militaire à Toulouse
Le 11 mars 2012 vers 16 h, un sous-officier du 1er Régiment du train parachutiste, Imad Ibn Ziaten, a rendez-vous sur un parking situé à proximité d'un gymnase de la cité de l'Hers, à Toulouse avec un homme qui prétend vouloir lui acheter sa moto,. Cette rencontre est enregistrée par la caméra GoPro que Merah porte à cette occasion. Après s'être assuré que le vendeur est bien un militaire, l'acquéreur potentiel sort une arme et s'écrie : « mets-toi à plat ventre. Je rigole pas, mets-toi à plat ventre ». Le soldat refuse : « tu ranges ça tout de suite. Je ne me mettrai pas à plat ventre. Tu dégages. Je ne me mettrai pas à plat ventre, je reste ». Après avoir reçu un nouvel ordre, il répond : « tu vas tirer ? Vas-y, ben tire ». Il est assassiné d'une balle de 11,43 mm dans la tête, tirée à bout portant. Une deuxième détonation se fait entendre, puis le meurtrier enfourche son deux roues, effectue quelques mètres pour en redescendre afin de récupérer une douille et lance à sa victime : « c'est ça l'islam mon frère : tu tues mes frères, moi je te tue. Il a rejoint l'ange de la mort, je n'ai pas peur de la mort » et quitte la scène du crime sur son scooter de type Yamaha T-Max 530 de couleur sombre.

#### Assassinat de deux militaires à Montauban
Le 15 mars 2012 vers 14 h 10 à Montauban, un individu casqué arrivé à scooter s'arrête devant un distributeur de billets de la Caisse d'Épargne, situé à proximité de la caserne Doumerc devant lequel stationne un groupe de militaires,. Après avoir écarté une personne âgée, au moyen de son arme de poing il tue un premier militaire, Mohamed Farah Chamse-Dine Legouad du 17e Régiment du génie parachutiste qui était en train de composer son code bancaire. Le tireur vise ensuite le caporal Loïc Liber qui essaie de s'enfuir vers l'angle du centre commercial, avant de s'effondrer, grièvement blessé d'une balle dans la tête et une autre au thorax. Le tueur recharge son arme et touche un dernier parachutiste, le caporal Abel Chennouf qui tente de s'éloigner en rampant vers la boulangerie. Le terroriste s'approche, le retourne et l'achève. Devant la caméra miniature qu’il s’est sanglée sur le buste, il fait le chiffre trois avec sa main pour indiquer le nombre de ses victimes et s'enfuit sur son scooter en hurlant « Allah akbar ». Poursuivi par un adjudant-chef qui essaie de le faire tomber de son deux-roues et de l'arrêter, il parvient à s'échapper sain et sauf mais en ayant abandonné sur la scène du crime des étuis et un chargeur qu'il a laissé tomber par inadvertance. Le jour même, Mohammed Merah invite sa sœur Aïcha et son frère Abdelkader à partager une pizza et à boire un verre, se montrant inhabituellement affectueux, comme s'il voulait leur « dire au revoir ». Le soir, il participe à un « rodéo » automobile aux Izards. Le 17 mars 2012, il passe une soirée en discothèque dans une boîte de Fenouillet fréquentée par les jeunes des cités toulousaines.

#### Tuerie à l'école juive Ozar Hatorah
Le 19 mars 2012 vers 8 h, un homme casqué gare un scooter Yamaha T-Max blanc devant le collège-lycée juif Ozar Hatorah, rue Jules-Dalou situé dans un quartier résidentiel de Toulouse. Armé d'un 11,43 et d'un pistolet mitrailleur de type mini-Uzi, il ouvre le feu sur un groupe de personnes rassemblées devant l'établissement. Il tue un enseignant et ses deux enfants. La première arme s'enrayant, le terroriste sort la seconde, pénètre dans la cour, met à terre la fille du directeur âgée de huit ans, et lui tire dans la tempe à bout portant. L'homme s'enfuit en scooter après avoir atteint de deux balles un adolescent qui se réfugiait dans sa chambre,. À 10 h 49 et à 12 h 2, Mohammed Merah reçoit deux appels téléphoniques de la DCRI. L'après-midi, il joue au football avec les enfants d'une « relation » aux Izards et finit la soirée dans une boîte de nuit toulousaine, le Bahia.

#### Identification
La même arme, un pistolet semi-automatique Colt.45 de calibre 11,43 a été utilisée pour les trois attentats. Elle est retrouvée le 21 mars 2012 dans une voiture de location, une Clio garée dans un box. Le 19 mars 2012, Mohammed Merah est identifié par la police comme le principal suspect des attentats. Il a été confondu notamment par l'adresse IP de sa mère qui fait partie des 576 identifiants à s'être connectés à la petite annonce passée par la première victime sur le site Le Bon Coin,. Il est ensuite localisé chez lui par des policiers, qu'il a repérés. Malgré la surveillance policière, il parvient à sortir avant l'assaut du Raid en passant vraisemblablement par les sous-sols de sa résidence. Vers 19h30, il remet un sac à dos contenant la caméra GoPro ainsi qu'une perruque à une amie dont l’ex-mari, carrossier, l’a fait travailler. Il lui précise : « S’il m’arrive quelque chose, donne ce sac à ma mère ». Une clé USB contenant ses prises de vue sera retrouvée dans la poche de Mohammed Merah après son décès. Une autre sera envoyée par la poste le 21 mars 2012 aux bureaux parisiens d'Al Jazeera. Vers 0 h 22, il utilise une cabine téléphonique se trouvant au numéro 79 de l’avenue de la Gloire pour appeler Al-Jazeera Paris, BFMTV, i>télé et France 24. Enfin, vers 1 heure du matin, il regagne son domicile. Selon les policiers, il aurait prévu un autre attentat le matin même de l'intervention de la police, visant un militaire. Selon Nicole Yardeni, la présidente du CRIF en Midi-Pyrénées, Nicolas Sarkozy aurait lui aussi indiqué dans un entretien avec les représentants de son mouvement que Mohammed Merah avait l'intention de commettre un attentat le matin même, mais sans donner plus de précisions. Le journal Le Monde précise pour sa part que Mohammed Merah avait envisagé de commettre un attentat à l'ambassade d'Inde à Paris et qu'il avait dû y renoncer compte tenu de la difficulté de l'entreprise.

### Assaut du RAID et mort

#### Siège du domicile de Merah

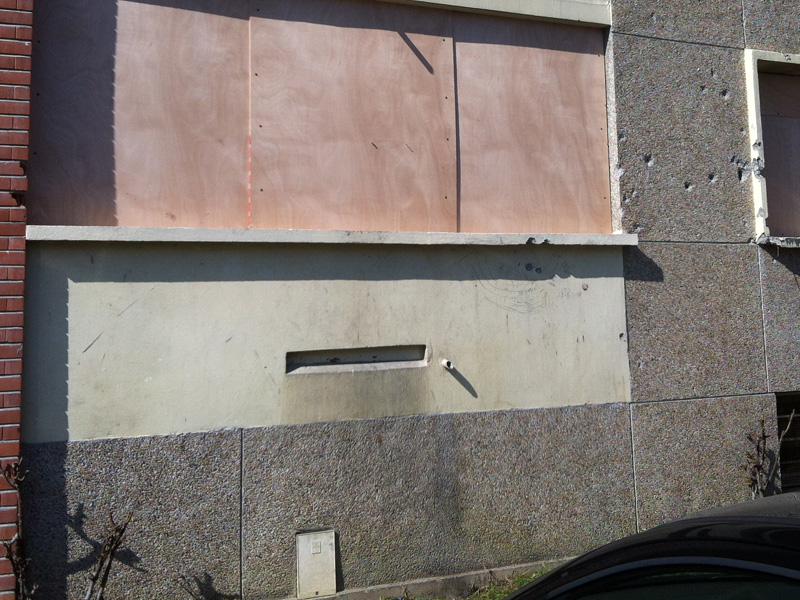
Façade de l'appartement de Mohammed Merah, après l'assaut du RAID.

Le RAID encercle le 21 mars 2012 à 3 h 0, son appartement du quartier de Côte Pavée à Toulouse, situé au 17 rue du Sergent-Vigné. Le premier assaut est lancé à 0 h 3 min 10 s, Merah étant censé dormir car la police savait qu'il devait se livrer à sa première prière à 4 heures,. Cependant, alors que le groupe d'intervention, qui ne porte pas de boucliers de protection, est en train de défoncer la porte à coup de bélier, l'homme tire dessus, faisant deux blessés sérieux dans ses rangs.
Vers 9 h 20, le forcené demande un moyen de communication avec la police. Un talkie-walkie lui est donné en échange d’un Colt 45 jeté par la fenêtre. À 14 h 15, le président Nicolas Sarkozy arrive à la caserne Pérignon, distante d'une centaine de mètres du domicile de Merah. Il parle avec les policiers et magistrats chargés des opérations pour « faire un point de situation ». Pendant les négociations qui suivent, Mohammed Merah déclare avoir agi en qualité de « combattant d'Al-Qaïda, pour défendre les enfants palestiniens ». Il exprime son opposition aux interventions étrangères de l'armée française, notamment en Afghanistan. Il fait part de son intention de se rendre aux hommes du RAID, avant de se raviser dans la soirée, où il affirme vouloir « mourir les armes à la main ». Selon le chef du RAID, « il ne souhaitait que se reposer pour mieux nous affronter ». À 22 h 45, les policiers perdent le contact avec lui. De minuit à 6 h 40, ils font détoner à intervalles réguliers de puissantes charges près de ses fenêtres. Pour se protéger de l'effet de souffle des explosions, Merah se retranche dans le bac de sa douche, entouré de coussins.

#### Assaut final
Le 22 mars 2012, après un siège de 32 heures, l'assaut est donné à 10 h 30. Le RAID investit l'appartement pièce par pièce en s'assurant qu'il n'est pas piégé d'explosifs. À 11 h 25, le RAID commence à percer le mur de la salle de bains pour envoyer le gaz lacrymogène. Les dégâts de l'assaut de la nuit précédente y ont provoqué une fuite d'eau atteignant un niveau de 30 centimètres. À ce moment-là, Mohammed Merah surgit de la salle de bains, revêtu d’un gilet pare-balles de la police, d’une djellaba noire et d’un jean et monte à l'assaut. Plus de 300 coups de feu sont échangés dont 30 tirés par le terroriste, mais un tiers des hommes du RAID a vu son arme s'enrayer,. Merah tente de s'échapper par son balcon en tirant sur des membres du RAID qui sont, eux aussi, passés par le balcon à l'aide d'échelles pour lui bloquer cette ultime issue. C'est à cet instant qu'il est finalement mortellement atteint à la tête par un tireur d’élite posté à l’extérieur du bâtiment,.
Au total cinq policiers sont blessés. La durée excessive du siège d'un homme seul et sans otages ainsi que le mode opératoire de l'assaut et en particulier l'absence d'utilisation de gaz font l'objet d'une polémique. Christian Prouteau, fondateur et ex-commandant des forces spéciales du GIGN, s'interroge : « comment se fait-il que la meilleure unité de la police ne réussisse pas à arrêter un homme tout seul ? Il fallait le bourrer de gaz lacrymogène à très haute dose (« incapaciteur » respiratoire). Il n'aurait pas tenu cinq minutes ». Christian Prouteau s'étonne également que l'immeuble n'ait pas été évacué avant l'assaut car Mohammed Merah aurait pu le faire exploser : « habituellement, on évacue les voisins avant. En fait, je pense que cette opération a été menée sans schéma tactique précis. C'est bien là le problème ». Selon le patron du RAID Amaury de Hauteclocque, la saturation de gaz lacrymogène dans tout l'appartement aurait été inefficace, les fenêtres ayant été brisées pour en éclairer l'intérieur.
Sa dépouille autopsiée à l'Institut médical de Toulouse révèle que Mohammed Merah a reçu au moins vingt projectiles sur le corps, essentiellement sur les bras et les jambes, avant d'être touché par les tirs mortels, l'un sur le côté gauche du front, l'autre dans l'abdomen. Le permis d'inhumer est signé le 23 mars 2012 par le procureur de la République de Toulouse. Bien qu'il semble avoir émis le vœu d'être enterré en France, son père décide qu'il sera enterré en Algérie dans la région de Médéa, pour éviter selon sa mère que « sa tombe soit saccagée ». Mais la commune de Souagui refuse l'inhumation par crainte de trouble à l'ordre public,. En conséquence, ses obsèques sont organisées le jeudi 29 mars 2012 à 17 heures 00 dans un carré musulman du cimetière de Cornebarrieu, à cinq kilomètres de Toulouse.

## Personnalité
Selon une étude réalisée en 2009, par un psychologue clinicien, expert agréé par la Cour de cassation, Mohammed Merah est un jeune « fragile affectivement », « introverti » et « anxieux » mais sans « troubles pathologiques ». « L'intéressé justifie de mesures d'encadrement et de surveillance strictes ». En avril 2011, une note de la DCRI fait état de son « comportement paranoïaque ». Dans une conférence de presse tenue le 21 mars 2012, le procureur de Paris François Molins estime que Mohammed Merah présente un « profil violent » dès l'enfance, des « troubles du comportement quand il était mineur, compatibles avec l'extrême violence des faits » qu'il a commis depuis lors. Gérard Lopez, psychiatre, fondateur de l’institut de la victimologie à Paris, considère le terroriste comme un psychopathe : « Mohammed Merah avait une personnalité fragile, avec un important problème identitaire et narcissique. Mais c’est la froideur et le manque d’empathie qui caractérisent le psychopathe qui a souvent un passé de délinquance précoce ».
L'avocat de Mohammed Merah le décrit au contraire comme « un jeune homme très doux, au visage d'archange, au langage policé », quelqu'un de « calme, gentil, respectueux », ce qui est confirmé par une partie de son voisinage. En juin 2010, une voisine porte plainte contre lui, elle accuse Mohammed Merah d'avoir voulu endoctriner son fils de 15 ans, en lui montrant des vidéos d'Al-Qaïda où des femmes étaient exécutées d'une balle dans la tête. Cette voisine ajoute que, pour se venger de ce dépôt de plainte, Merah l'aurait menacée elle et sa famille, et qu'il aurait roué de coups sa fille. Elle évoque quelqu'un ayant « un double visage » pouvant subitement « faire preuve de comportements extrêmes et violents ». Selon les déclarations qu'il a faites lors du siège par le RAID, il a avoué avoir pris un « plaisir infini » au cours de ses actions meurtrières.

## Thèses
Plusieurs thèses sur l'organisation des attentats ont été relatées par la presse.

### Loup solitaire
Quelques heures après que Mohammed Merah a été encerclé par la police, les autorités judiciaires et policières déclarent qu'il ne faisait partie d'aucune organisation : c'est la thèse du « loup solitaire ». Le 21 mars 2012, le procureur de la République de Paris François Molins déclare lors d'une conférence de presse : « Mohammed Merah présente un profil de ce que l'on pourrait appeler autoradicalisation salafiste atypique. […] Il a fait un séjour en Afghanistan où il était allé sans emprunter les filières connues des services spécialisés français et étrangers, ce qui signifie en clair qu'il y était allé par ses propres moyens et sans passer par les facilitateurs qui sont ciblés par les services spécialisés et sans passer par les pays habituellement surveillés. […] Aucun élément permettant de le rattacher à une organisation quelconque sur le territoire national n'était en possession d'aucun service ». Le 23 mars 2012, dans un entretien au Monde, le directeur de la Direction centrale du renseignement intérieur Bernard Squarcini présente Mohammed Merah comme « seul et isolé » : « selon les déclarations qu’il a faites lors du siège par le Raid, il s’est autoradicalisé en prison, tout seul, en lisant le Coran. C’est un acte volontaire, spontané, isolé. Et il dit que de toute façon, dans le Coran, il y a tout. Donc, il n’y a aucune appartenance à un réseau. […] Il semble s’être radicalisé seul,. » Son passage à l'acte « relève davantage d'un problème médical et de fanatisme que d'un simple parcours djihadiste ». Le même jour, Nora Benkorich, chercheuse à la chaire d’histoire du monde arabe du Collège de France, met en doute cette thèse et fait remarquer que les autorités « ont plutôt intérêt à miser sur un loup solitaire chez qui les meurtres ne pouvaient pas être anticipés ».
Le 28 mars 2012, Me Etelin, l'avocat de Mohammed Merah, soutient la thèse du loup solitaire : « Je maintiens que c'est une affaire de loup solitaire et que c'est dans le cadre des contradictions dans lesquelles il s'est enfermé, des difficultés psychologiques qu'il avait à gérer, que tout se passe, et qu'il n'y a pas d'infrastructure, d'organisation derrière dont il serait le soldat ». Le 23 août de la même année, le journal Le Monde remet en cause la thèse du loup solitaire. Un article intitulé « Mohamed Merah, un loup pas si solitaire », rend compte de notes du renseignement qui font état de 186 coups de téléphone dans 20 pays : Algérie, Maroc, Grande-Bretagne, Espagne, Côte d'Ivoire, Kenya, Croatie, Roumanie, Bolivie, Thaïlande, Russie, Kazakhstan, Laos, Taïwan, Turquie, Arabie saoudite, Émirats arabes unis, Israël, et Bhoutan. Manuel Valls, nouveau ministre de l'intérieur, estime le 14 septembre 2012 que « Mohammed Merah, ce n'était pas un loup solitaire ». Le 25 septembre 2012, Bernard Squarcini déclare au juge Teissier, au cours de son audition comme témoin, que Mohammed Merah était un terroriste « solitaire et spontané dans l'exécution mais pas dans l'inspiration idéologique » qui « part par ses propres moyens sans emprunter la route des filières connues », concédant seulement que ce parcours est conforme aux « nouvelles techniques opérationnelles imposées à Al-Qaïda du fait de la pression militaire et sécuritaire ».
En 2013, dans son livre Terroristes, les 7 piliers de la déraison, le juge d'instruction au Pôle anti-terrorisme Marc Trévidic écrit que Mohammed Merah a pratiqué un « djihad individuel » qui est très éloigné de l’image du « loup solitaire » qu'on a voulu lui donner, le juge précisant dans l'émission On n'est pas couché que Mohammed Merah a exercé une forme de taqiya, art de la dissimulation enseigné comme un art de la guerre dans les camps d'entraînement djihadistes,. Les journalistes Éric Pelletier et Jean-Marie Pontaut avalisent la théorie de la stratégie de la taqiya.
Selon le journaliste Mohamed Sifaoui, Mohammed Merah était en contact avec le jihadiste Sabri Essid et les frères Jean-Michel et Fabien Clain, l’un des organisateurs de la filière d'Artigat de recrutement au « djihad » en Irak, et n'a pu agir ni en « loup solitaire » ni en « brebis égarée ».

### Organisation Jund al-Khilafah
Les tueries de Toulouse et Montauban sont revendiquées deux fois par l'organisation Jund al-Kilafah. La première revendication survient le 22 mars 2012. L'organisation Jund al-Khilafah (les Soldats du califat), bataillon Tarek ben Ziad affilié à Al-Qaïda, revendique les tueries, sur le site Shamekh qui diffuse généralement les communiqués d'Al-Qaïda. Le communiqué appelle Mohammed Merah Youssef-al-Firansi (Youssef le Français), du surnom utilisé pendant sa « période de formation ». Le communiqué est repris sur d'autres sites djihadistes où, d'après la mythologie des combattants d'Al-Qaïda, il est considéré comme un martyr,,. D'après les journalistes Pelletier et Pontaut, Mohammed Merah aimait prendre ce prénom d'Abu Youssef depuis sa sortie de prison en 2008 mais personne excepté les membres de sa famille ne connaissait cette habitude. D'après Le Parisien, Mohammed Merah avait un profil Facebook au nom de « Youssouf Toulouse ». Toutefois, le communiqué disparaît une heure après sa diffusion. Il contient des erreurs de date, entre autres. Il est donc jugé non probant par le centre américain de surveillance de sites islamistes Search for International Terrorist Entities Institute.
La seconde revendication a lieu le 1er avril 2012. Le Jund al-Khilafah y revendique de nouveau les attentats de Mohammed Merah et donne des précisions sur l'entraînement de ce dernier en Afghanistan. D'après le journal Libération ce texte est jugé « crédible » par la Direction centrale du Renseignement intérieur et la Direction générale de la Sécurité extérieure,. Selon Bernard Rougier, spécialiste du Moyen-Orient arabe et des mouvements radicaux, un guide de recrutement des moudjahidines stipule que les « meilleures nouvelles recrues sont, en priorité, les non-religieux ». Ce qui correspondrait au profil de Merah qui est parfois qualifié de « croyant non pratiquant », ou de « pratiquant spécial », à cause de son mode de vie voire de « salafiste atypique ». Selon Dominique Thomas, spécialiste de l'islamisme radical, l'itinéraire personnel de Mohammed Merah évoque celui d'autres djihadistes français tels que Lionel Dumont,, Khaled Kelkal et Zacarias Moussaoui. Mohammed Merah est considéré par la Direction centrale du Renseignement intérieur (DCRI), service de renseignements français, comme une source « d'inquiétude » et par des spécialistes des mouvements radicaux comme un cas exemplaire de jeune recrue du djihadisme convertie lors des détentions durant lesquelles des fondamentalistes musulmans cherchent les candidats les plus adaptés à leur combat,,,. Selon André Tarrat, chercheur au Centre français de recherche sur le renseignement (CF2R), Merah était inscrit dans le fichier secret défense Centralisation du renseignement intérieur pour la sécurité du territoire et des intérêts nationaux.

### Informateur des services de renseignement
Le 26 mars 2012 le quotidien italien Il Foglio affirme que Mohammed Merah avait réalisé ses nombreux voyages (Égypte, Turquie, Syrie, Liban, Jordanie, Israël, Irak, Afghanistan, Pakistan) sous la protection d'un service de renseignement français, la Direction générale de la Sécurité extérieure (DGSE) : « D’après des sources des renseignements qui se sont confiées à Il Foglio, la DGSE, l’agence française chargée de l’espionnage et de l’antiterrorisme en dehors des frontières nationales, aurait garanti à Merah – en sa qualité d’informateur – un accès en Israël en septembre 2010 par un point de contrôle à la frontière jordanienne,. » Le 27 mars 2012, Yves Bonnet, ancien directeur de la Direction de la sûreté du territoire, s’interroge dans la Dépêche du Midi : « Ce qui, personnellement, me paraît poser question, c'est que le garçon avait manifestement des relations avec la DCRI comme on l'a appris à travers les déclarations de Bernard Squarcini lui-même. C'est-à-dire qu'il avait un correspondant au Renseignement intérieur. Alors appelez ça « correspondant », appelez ça « officier traitant »… je ne sais pas jusqu'où allaient ces relations, voire cette « collaboration » avec le service, mais on peut effectivement s'interroger sur ce point ». Bernard Squarcini dément immédiatement : Mohammed Merah, n'était « ni un indic de la DCRI, ni d'autres services français ou étrangers ». C'est également l'opinion d'Alain Chouet, ex-chef du service de sécurité et de renseignement de la DGSE.
Abdelghani Merah ne pense pas non plus que son frère ait pu être un informateur : « Mohammed, je le précise, tous ceux qui l'ont côtoyé le savent, portait en lui une profonde détestation de la police et aimait montrer une défiance à l'égard de l'autorité. Mon frère, et je mets au défi tous ceux qui peuvent prouver le contraire, ne pouvait pas être au service d'une quelconque institution. Il haïssait le système dans son ensemble et il a toujours défié l'ordre ». Sa sœur Souad Mérah contredit cependant ces propos et affirme que Mohammed « voulait collaborer avec la police ». Du reste, Mohammed Merah a pu être utilisé comme informateur à son insu : comme une « chèvre de la Direction générale de la sécurité extérieure ». Ainsi, la journaliste Delphine Byrka révèle que dans une note du renseignement, Mohammed Merah a été surveillé à l'aéroport de Bruxelles le 18 octobre 2010 par « un individu qui le suivait sans pour autant donner l’impression qu’ils se connaissaient ». François Heisbourg de la Fondation pour la recherche stratégique, estime lui aussi que Mohammed Merah a pu être utilisé comme une « ressource infiltrée » par les services de renseignements, mais l'officier traitant a mal exercé son jugement sur lui : « Il n'est pas du tout inconcevable qu'un tel individu puisse être considéré comme une ressource par les services, auquel naturellement on va laisser la marge de manœuvre nécessaire, ce qu'on appelle dans le jargon « une laisse longue », afin qu'il n'attire pas trop l'attention en étant pisté ou suivi. C'est là où l'officier traitant au sein du service de renseignement responsable va devoir utiliser son jugement pour savoir « quelle autonomie je vais donner à un infiltré ? », car d'une certaine façon il faut le considérer comme tel, et ce jugement il peut être bon ou il peut être mauvais ».
Une note de la DCRI du 25 janvier 2012 montre que ce service a envisagé son recrutement : « Mohammed Merah est apparu comme quelqu'un d'assez malin et ouvert qui pourrait présenter un intérêt pour notre thématique en raison de son profil voyageur. Néanmoins, le comportement et la fiabilité de Merah nécessitent d'abord une évaluation. » La Direction régionale du renseignement intérieur (DRRI) de Toulouse aurait décidé de ne pas répondre à cette suggestion — « vu la dimension à nos yeux encore trouble de Mohammed Merah », explique Christian Ballé-Andui.
Le journal Le Point révèle le 7 juin 2012 que Mohamed Merah faisait l'objet d'une fiche des renseignements généraux, stipulant : « NE PAS ATTIRER L'ATTENTION. SÛRETÉ DE L'ÉTAT », et note que l'une des armes qu'il avait utilisé, un Colt 45, avait été modifié d'une façon similaire aux forces d'élite comme le GIGN, RAID ou IGPN.

### Allégations de manipulation des services de renseignement français
Le 27 mars 2012, le père de Mohammed Merah charge Me Zahia Mokhtari, avocate algérienne, de poursuivre la police devant les tribunaux français pour la mort de son fils.
Le 1er avril 2012 dans une conférence de presse à Alger Me Zahia Mokhtari affirme détenir des preuves de la « liquidation » de Mohammed Merah : « Nous détenons deux vidéos identiques de vingt minutes chacune dans lesquelles Mohammed Merah dit aux policiers « pourquoi vous me tuez ? […] je suis innocent ». » Elle déclare que ces vidéos lui ont été remises par « des personnes au cœur de l'événement, et qui voulaient que la vérité éclate ». Elle ajoute : « Mohammed Merah a été manipulé et utilisé dans ces opérations par les services français et a ensuite été liquidé pour que la vérité ne voie pas le jour ». Me Christian Etelin, ancien avocat de Mohammed Merah, déclare le 2 avril 2012 que « la thèse du complot est totalement irrationnelle ». Il ajoute : « Je suis persuadé que tout est du vent. Quand on bluffe, ça finit toujours par se voir ». Me Zahia Mokhtari déclare être entourée d'un collectif de dix avocats dont trois français. Elle ne donne pourtant que le nom de Me Isabelle Coutant-Peyre. Le 12 juin 2012, le quotidien algérien Echorouk publie la transcription des deux vidéos évoquées par les avocates. Dans la première transcription, « il se filme au téléphone, pendant le siège, en train de parler avec celui qu’il pensait être son ami, et dont il connaissait le prénom : un certain Zouhair ». Celui-ci cherche à obtenir sa reddition. Mohammed Merah lui dit : « Je suis innocent. Je découvre que mon meilleur ami Zouheir travaille pour les services secrets français. […] Tu m'as envoyé en Irak, au Pakistan et en Syrie pour aider les musulmans. Et tu te révèles finalement un criminel et un capitaine des services français. J'aurais jamais cru ça ».
Selon le procureur et la police, il est impossible que Merah, assiégé, ait pu enregistrer et envoyer de tels documents, étant donné qu’il « ne possédait aucun téléphone, aucun ordinateur, ni magnétophone ni caméra »,. De plus les propos de Merah sur ces hypothétiques enregistrements où il affirmerait avoir été manipulé et clamerait son innocence sont en totale contradiction avec ses propos avec le RAID où il se félicite au contraire d'avoir trompé les services de renseignement français et les assassinats qu'il a lui-même filmé. Cela permet de conclure aux journalistes d'investigation Eric Pelletier et Jean-Marie Pontaut, auteurs du livre l'affaire Merah que ces allégations et cette plainte sont une manipulation peu crédible.
Les 11 et 12 novembre 2012, Mohamed Benalel Merah dépose deux plaintes auprès du Syndicat national des avocats et du procureur général de la cour d'Alger pour dessaisir Me Zahia Mokhtari du dossier et pour exiger d'elle la restitution des pièces. Le 19 novembre, elle signifie officiellement au tribunal de Paris qu’elle se retire de cette affaire reprochant à son client devant la presse d’avoir tenté de monnayer les vidéos plusieurs milliers d'euros à un journaliste.
En juin 2015, le père d'une des victimes de Merah accuse la DGSE d'avoir payé 30 000 euros le père de Merah en échange des vidéos et de son silence et porte plainte pour destruction de preuves. Ses avocats dénoncent la vitesse avec laquelle le père de Merah a été expulsé de France après son arrestation, sans avoir été interrogé sur les vidéos et alors qu'il avait passé illégalement plusieurs semaines en France. Selon Le Point, il n'y a jamais eu de preuve de l'existence même de ces vidéos, et l'affaire semblait au point mort depuis 3 ans.

### Troisième homme
Dès le lendemain des attentats, la presse évoque d'éventuelles complicités dans la commission des faits. Outre Abdelkader Merah, rapidement interpellé, il est question d'une autre personne : c'est la thèse du troisième homme. « Les enquêteurs travaillent sur un éventuel troisième homme. […] Son ombre plane également sur la vidéo envoyée mercredi dernier à la rédaction parisienne de la chaîne Al-Jazeera. Selon les premières vérifications effectuées par les enquêteurs de la PJ, Mohammed Merah n'a pas pu envoyer ce courrier ; son frère non plus », écrit La Dépêche du Midi.
La thèse du troisième homme rebondit le 4 décembre 2012 avec l'interpellation d'un ami d'enfance des Merah, Charles Mencarelli, gitan converti à l'islam, et de son ex-compagne. Il est finalement relâché après trois jours de garde à vue, et aucune charge n'est retenue contre lui. « Cet ami des frères Merah n'est donc pas le troisième homme, celui qui se trouvait avec eux lors du vol du scooter Tmax le 6 mars 2012, cinq jours avant le premier crime de Mohammed Merah », écrit La Dépêche du Midi. La piste n'est cependant pas abandonnée. Le 29 janvier 2013, à l'aube, deux connaissances de Mohammed Merah sont arrêtées dans le quartier de Basso-Cambo, au Mirail, à Toulouse, avant d'être relâchées. Le 26 février 2013, deux individus de 20 et 23 ans dont les empreintes génétiques avaient été retrouvées dans la voiture du tueur, sont arrêtés puis libérés sans charge. L’un d’entre eux est cependant remis à la police judiciaire de Toulouse pour trafics de stupéfiants, 20 000 € en numéraire et de la drogue ayant été retrouvés à son domicile lors des perquisitions.
Le 14 mai 2013 et le 28 mai 2013, la police interpelle deux personnes soupçonnées d'être complices, qui sont par la suite mises en examen. Parmi elles figure celui qu'elle considère comme troisième homme.

## Suites judiciaires
À la suite des tueries de Toulouse et Montauban et de la mort de Mohammed Merah, le parquet ouvre le 25 mars une information judiciaire, notamment pour complicité d’assassinat, vol en réunion ou encore association de malfaiteurs en vue de la préparation d’actes de terrorisme.

### Circonstance aggravante d'antisémitisme
Le 18 avril 2012, la famille du rabbin Jonathan Sandler, assassiné avec ses deux enfants, a demandé au parquet de Paris d'élargir l'enquête à la circonstance aggravante d'antisémitisme, son avocat Patrick Klugman a adressé au parquet un mémoire pour lui demander « de prendre un réquisitoire supplétif afin de retenir la circonstance aggravante "d'appartenance ou de non appartenance, vraie ou supposée des victimes à une ethnie, une nation, une race ou une religion déterminée", en l'occurrence la religion juive ».
Cette requête est entendue. Dans un réquisitoire supplétif accordé le 20 avril, le parquet demande aux juges d’instruction nommés sur ce dossier de retenir la circonstance aggravante « d’appartenance ou de non appartenance, vraie ou supposée des victimes à une ethnie, une nation, une race ou une religion déterminée, en l’occurrence la religion juive ».

### Plaintes des victimes
Albert Chennouf, père du caporal Abel Chennouf tué par Mohammed Merah à Montauban le 15 mars 2012, dépose en mai 2012 « une déclaration » à la gendarmerie de Marguerittes (Gard), visant la non-assistance à personne en danger contre Nicolas Sarkozy et Bernard Squarcini, le responsable de la Direction centrale du Renseignement intérieur (DCRI), accusés de n'avoir pas empêché la mort de son fils. Parlant de Mohammed Merah, il déclare : « je pense que lorsqu'on va au Pakistan en faisant un crochet par Israël, ce ne peut être qu'avec la bénédiction des services français. » La plainte a été transmise au parquet de Paris. Dans une lettre du 23 novembre 2012 au président de l’Assemblée nationale, Claude Bartolone, la garde des Sceaux, la socialiste Christiane Taubira, écrit que « ces plaintes devraient donner lieu rapidement à l’ouverture d’une enquête judiciaire ».
En octobre 2012, Caroline Chennouf, la veuve du caporal Chennouf, porte plainte contre X pour « homicide involontaire »,. Selon son avocat, cette initiative « vise à comprendre pourquoi [la] surveillance s'est relâchée autour de Mohammed Merah à partir de janvier 2012. En octobre 2012, Sabrina et Tony Chennouf, frère et sœur d'Abel Chennouf, entreprennent à leur tour une action en justice auprès du parquet de Paris nommément contre Bernard Squarcini, en sa qualité de directeur de la DCRI, et « tous autres membres de la DCRI ou d’un autre service (DGSE) » dont la responsabilité pénale pourrait être engagée pour « non empêchement d’un crime » et « mise en danger délibéré de la vie d’autrui ».
En janvier 2013, ces plaintes sont renvoyées par le parquet des Hauts-de-Seine au procureur de la République de Paris pour les instruire. Le 18 février 2013, le parquet de Paris ouvre une enquête préliminaire confiée à l'Inspection générale de la police nationale (IGPN).
En septembre 2013, les parents, frère et sœur d'Abel Chennouf annoncent leur intention de déposer une nouvelle plainte avec constitution de partie civile visant la Direction centrale du renseignement intérieur (DCRI) pour des « dysfonctionnements graves » dans la surveillance de Mohammed Merah.

### Plaintes de la famille Merah
Le 11 juin 2012, Me Zahia Mokhtari, avocat de Mohamed Ben Allal Merah, père de Mohammed Merah (fils), dépose à sa demande, plainte au parquet de Paris. L'avocate qui l'assiste en France, Me Isabelle Coutant-Peyre, déclare : « nous considérons, en fonction des éléments que nous avons, qu’il s’agit d’un meurtre avec des circonstances aggravantes ». Cette plainte contre X accuse implicitement la hiérarchie de la police qui a donné l’assaut au cours duquel Mohammed Merah est mort,. Selon Le Figaro, la mère de Mohammed Merah envisage pour sa part, de se constituer partie civile afin d'avoir accès au dossier. Elle estimerait qu'il existe des « zones d'ombres » dans l'opération du RAID.

### Divers
Le 18 novembre 2016, le parquet de Nice a ouvert une procédure contre des parents voulant appeler leur nouveau-né Mohamed Nizar Merah.
Le 4 octobre 2022, la sous-direction antiterroriste (Sdat) de la direction centrale de la police judiciaire (DCPJ) procède à un vaste coup de filet à Toulouse pour interpeller 6 suspects, dont des femmes, faisant partie de l’entourage de Mohamed Merah.

#### Affaire du«maillot du TFC floqué Mohammed Merah»
Le 4 juin 2022, un internaute reçoit sur Snapchat une photo d'un homme portant un maillot du Toulouse FC floqué du nom de Mohammed Merah et du numéro 7 correspondant au nombre de ses victimes. Le 6 janvier 2023, l'internaute publie la photo sur son compte twitter @pharaonNwar provoquant ainsi un tollé. Le lendemain, le Toulouse FC publie un communiqué dans lequel il condamne le flocage et affirme qu'il ne provient pas d'une de ses boutiques. Le 8 janvier 2023, le parquet de Toulouse ouvre une enquête pour « apologie du terrorisme », qu'il confie à la direction territoriale de la police judiciaire. Le 9 janvier 2023, le Toulouse FC dépose une plainte,. Le même jour, France 3 Occitanie donne la parole à l'auteur du tweet, qui affirme ne pas connaître le porteur du maillot, avoir « été choqué la première fois » qu'il a reçu la photo prise « dans un Tacos aux alentours de Toulouse ».

## Au théâtre
- Moi, la mort, je l’aime, comme vous aimez la vie, de Mohamed Kacimi, festival off d'Avignon, 2017 En juillet 2017, Mohamed Kacimi présente sa pièce Moi, la mort, je l’aime, comme vous aimez la vie à Avignon. La pièce fait polémique lors de sa création au festival. Pour écrire ce texte, Kacimi a repris la retranscription de la conversation échangée entre Mohammed Merah, retranché dans son appartement, et les policiers.
Certains voient dans la pièce l’apologie de l’islamisme ou du terrorisme. Elle suscite de nombreuses controverses : une plainte est déposée contre son auteur par les avocats de proches des victimes de Merah. Puis, une pétition est lancée à l’attention de la ministre de la Culture, Françoise Nyssen, pour faire interdire la pièce. Le 18 juillet, Miri Regev, ministre de la Culture d’Israël écrit une lettre à Françoise Nyssen pour lui faire la même demande : « Cette pièce doit être interdite et ne devrait être montrée sur aucune scène » écrit-elle. « Il est grand temps que nous, les ministres d’États démocratiques, joignions nos forces afin d'arrêter cela, plutôt que de soutenir le terrorisme et des formes terroristes de propagande, déguisés en exercices de liberté d'expression[499]. »
En réponse à ces critiques, Mohamed Kacimi déclare : « Je suis accusé d'apologie du terrorisme pour avoir voulu dénoncer le fanatisme religieux. […] Ma pièce sur Mohamed Merah dérange parce qu'elle montre ce qu'est la haine islamiste. » Pour lui, un autre élément bien particulier pose ici problème et justifie les vives réactions. « La figure de Merah, monstrueuse, cristallise à elle seule toutes les haines et les épouvantes de la société française : Arabe-musulman-algérien-beur-délinquant-racaille-tueur d'enfants juifs, assassin de soldats[500]. »